# Monacon latispina
Monacon latispina är en stekelart som beskrevs av Boucek 1980. Monacon latispina ingår i släktet Monacon och familjen gropglanssteklar.
Artens utbredningsområde är:
- Nigeria.
- Uganda.

Inga underarter finns listade i Catalogue of Life.